# Beltraniopsis esenbeckiae
Beltraniopsis esenbeckiae är en svampart som beskrevs av Bat. & J.L. Bezerra 1960. Beltraniopsis esenbeckiae ingår i släktet Beltraniopsis, divisionen sporsäcksvampar och riket svampar.   Inga underarter finns listade i Catalogue of Life.